# Stylaster alaskanus
Stylaster alaskanus är en nässeldjursart som beskrevs av Fisher 1938. Stylaster alaskanus ingår i släktet Stylaster och familjen Stylasteridae. Inga underarter finns listade i Catalogue of Life.